# Калев (подводная лодка)
«Ка́лев» — эстонская, позднее советская подводная лодка, построенная в 1936 году в Великобритании по заказу эстонского правительства, головной корабль типа «Калев». В 1940 году лодка вошла в состав Краснознамённого Балтийского флота СССР. 1 ноября 1941 года корабль погиб по неизвестной причине во время выполнения спецзадания. Предположительно, лодка подорвалась на мине.

## История
Корабль был построен на британской верфи «Виккерс-Армстронг», в городе Барроу (англ. Barrow-in-Furness), графство Камбрия, Великобритания. Строительство было начато в мае 1935 года, а 7 июля 1936 года «Калев», вместе с однотипным «Лембит» были спущены на воду и, после достройки, переданы Эстонии. Корабль получил имя «Калев» в честь легендарного богатыря-великана из эстонской мифологии.

## Служба в Эстонском флоте
«Калев» и «Лембит» составили дивизион подводных минных заградителей и базировались в Таллине.

## Служба в Советском флоте
19 августа 1940 года реквизированный «Калев» был зачислен в состав Краснознамённого Балтийского флота СССР и на нём был поднят советский военно-морской флаг.
В связи с этим на корабле произошло почти полное обновление экипажа. Новых членов экипажа обучали работе с незнакомой советским подводникам техникой оставшиеся моряки из эстонского экипажа: боцман мичман М. А. Метсар, старшина минно-торпедной группы Х. Ю. Адлер и старшина группы трюмных В. Г. Ветеля.
3 октября командование лодкой принял старший лейтенант Б. А. Ныров, служивший ранее на «Малютках» М-71 и М-91. Вскоре после назначения Нырову было присвоено звание капитан-лейтенанта. В начале 1941 года «Калев» вместе с «Лембитом» перебазировались в Либаву.

### Начало войны
22 июня 1941 года «Калев» и «Лембит» встретили в Либаве в составе третьего дивизиона первой бригады подводных лодок Балтийского флота. 23 июня лодки перешли в Виндаву. В полночь 25 июня «Калев» в составе группы с «Лембитом» и «С-7» в сопровождении большого тральщика «Фугас» и двух катеров типа «морской охотник» прибыли в Усть-Двинск. Ещё через несколько дней эта группа прибыла в Кронштадт.
7 августа «Калев» получил первое боевое задание — установить мины на фарватерах Виндавы и Либавы, после чего нести службу в районе маяков Овизи и Ужава. 8 августа «Калев» в сопровождении тральщиков и «МО» вышел в море из Таллина. При этом тральщиками было обнаружено и уничтожено пять вражеских мин.
В районе минной постановки экипаж «Калева» несколько дней наблюдал за движением судов противника, после чего 13 августа была произведена минная постановка (10 мин в трёх банках: 3, 3, 4 мины).
18 августа произошёл безрезультатный контакт с конвоем из двух транспортов в сопровождении торпедных катеров. 21 августа «Калев» вернулся из похода на базу в Таллин.
28 августа вышел из Таллина в составе группы военных кораблей Балтийского флота, перебазирующихся в Кронштадт. Лодка «C-5», шедшая впереди «Калева», подорвалась на мине, в результате чего «Калев» отстал от основной группы кораблей, оставшись с транспортами и малыми судами под атаками фашистской авиации. В результате одного из налётов осколком был ранен командир. После прибытия в Ленинград подводники своими силами провели ремонт лодки.
В конце сентября с «Калева» списали группу моряков для службы в других частях. В их числе убыли все старшины-эстонцы, позже вошедшие в состав 249-й эстонской стрелковой дивизии. Главный старшина Н. А. Трифонов с «М-93» занял место боцмана, а старшина 2-й статьи Г. И. Посевкин с погибшей на мине «С-5» стал новым командиром отделения трюмных. В экипаже лодки служили представители пяти республик СССР. Пять подводников были кавалерами орденов и медалей. В начале войны это была большая редкость.

### Особое задание
15 октября готовый к новому походу «Калев» перешёл в Кронштадт. Лодка получила особое задание: произвести высадку диверсионной группы из трёх человек со снаряжением и радиостанцией в бухте Ихасалу-лахт в 30 километрах от Таллина. После этого «Калев» должен был вести боевые действия в Финском заливе, выявляя маршруты немецких судов в Таллин, вести минные постановки и торпедные атаки на правах неограниченной подводной войны.
27 октября, за несколько часов до отправления в поход, на «Калев» прибыла разведгруппа в составе двух мужчин и одной женщины. Их имена держались в секрете. Женщина ранее была эстонской учительницей, в поход шла в качестве радистки. Один из мужчин в прошлом был эстонским матросом и хорошо знал побережье.
29 октября «Калев» миновал остров Гогланд, после чего на связь выходить перестал и сигнала о постановке мин не передавал.
А. М. Матиясевич, командир «Лембита», в своих мемуарах написал, что разведгруппа выходила на связь, что означает успешно проведённую высадку. Послевоенные анализы и сопоставления фактов привели к выводу, что «Калев» подорвался на мине и затонул к западу от острова Найсар 1 ноября 1941 года, а разведгруппа на связь так и не вышла. По официальной версии подводная лодка пропала без вести.

## Командиры лодки
- сентябрь 1936—1939: Альфред Роман-Герман Понтак
- 1939—1940: Вернер Ханс Пууранд
- 3 октября 1940 — конец октября 1941: Борис Алексеевич Ныров

## Поиски
Координаты гибели «Калева» до сих пор неизвестны. В июле 2010 года было объявлено, что в Финском заливе на глубине 85 метров неподалёку от эстонского мыса Юминда найдена подлодка, предположительно — «Калев». Позднее эта информация не подтвердилась, погружение показало, что находка представляет собой обломки дирижабля. В 2018 году очень похожий на «Калева» силуэт на дне в районе мыса Юминда был опознан как эсминец «Калинин».

## Победы
В некоторых источниках указывается, что на десяти минах «Калева» подорвались три корабля:
- Танкер «Мозель» (796 брт) — после подрыва на мине, выставленной 13 августа, затонул.
- Транспорт «Франценбург» (2 111 брт) — после подрыва на мине, выставленной 13 августа, затонул.
- Пароход «Эспирайт» — после подрыва на мине, выставленной 13 августа, выбросился на берег.

По другим, противоречащим этим источникам, вышеуказанные корабли подорвались на донных минах, выставленных немецкими катерами, а постановка «Калева» была выполнена слишком далеко от берега и успеха не имела.

## Сноски и источники
1. ↑  История подводной лодки «Лембит» — боевик со счастливым концом Архивная копия от 20 мая 2021 на Wayback Machine err.ee
2. ↑  Алексей Матиясевич. В глубинах Балтики. 21 подводная победа. — переиздание книги «По морским дорогам». — М.: Яуза, Эксмо, 2007. — С. 287. — 320 с. — ISBN 978-5-699-23856-9.
3. ↑  Десантные операции с ПЛ в ВОВ. Дата обращения: 18 января 2008. Архивировано 14 июня 2008 года.
4. ↑  lenta.ru // У берегов Эстонии нашли затонувшую подлодку. Дата обращения: 5 июля 2010. Архивировано 7 июля 2010 года.
5. ↑  Воевала с немцами 40 дней после пропажи: на Балтике ищут загадочную подлодку. lv.sputniknews.ru (19 марта 2019). Дата обращения: 2 сентября 2021. Архивировано 2 сентября 2021 года.